# Powiat Samani
Powiat Samani (jap. 様似郡 Samani-gun) – powiat w Japonii, w prefekturze Hokkaido, w podprefekturze Hidaka. W 2024 roku liczył 3831 mieszkańców.

## Miejscowości
- Samani